# Třída Širetoko
Třída Širetoko byla třída oceánských hlídkových lodí japonské pobřežní stráže, postavená jako zvětšená a vylepšená verze hlídkových lodí třídy Daió. Skládala se ze 28 jednotek, provozovaných v letech 1978–2016.

## Stavba
Jednotky třídy Širetoko:
| Jméno             | Vstup do služby    | Status                                                                              |
| ----------------- | ------------------ | ----------------------------------------------------------------------------------- |
| Širetoko (PL-101) | 8. listopadu 1978  | vyřazen 26. března 2012                                                             |
| Esan (PL-102)     | 16. listopadu 1978 | vyřazen 19. prosince 2008                                                           |
| Kusakaki (PL-103) | 16. listopadu 1978 | vyřazen 21. října 2015, původní název jako Wakasa                                   |
| Acumi (PL-104)    | 16. listopadu 1978 | vyřazen 21. října 2015, původní název jako Jahiko, Šimanto a Kii                    |
| Odžika (PL-105)   | 29. listopadu 1978 | vyřazen 20. října 2000, původní název jako Motobu                                   |
| Riširi (PL-106)   | 12. září 1979      | vyřazen 18. března 2006                                                             |
| Macušima (PL-107) | 14. září 1979      | vyřazen 7. února 2009                                                               |
| Iwaki (PL-108)    | 10. srpna 1979     | vyřazen 12. března 2006                                                             |
| Šikine (PL-109)   | 20. září 1979      | vyřazen 4. září 2009                                                                |
| Suruga (PL-110)   | 28. září 1979      | vyřazen 5. února 2010                                                               |
| Rebun (PL-111)    | 21. listopadu 1979 | vyřazen 12. prosince 2008                                                           |
| Čókai (PL-112)    | 30. listopadu 1979 | vyřazen 12. března 2008                                                             |
| Nodžima (PL-113)  | 31. října 1979     | vyřazen 18. března 2006, původní název jako Ašizuri                                 |
| Tosa (PL-114)     | 16. listopadu 1979 | vyřazen 29. ledna 2009, původní název jako Oki                                      |
| Jótei (PL-115)    | 30. listopadu 1979 | vyřazen 21. prosince 2005, původní název jako Noto                                  |
| Jonaguni (PL-116) | 31. října 1979     | vyřazen 2. února 2005                                                               |
| Suruga (PL-117)   | 31. ledna 1980     | vyřazen 20. ledna 2016, původní název jako Daisecu, Kudaka, Kurikoma, Iwami a Rebun |
| Šimokita (PL-118) | 12. března 1980    | vyřazen 26. března 2012                                                             |
| Suzuka (PL-119)   | 7. března 1980     | vyřazen 5. února 2010                                                               |
| Kunisaki (PL-120) | 29. února 1980     | vyřazen 18. října 2016                                                              |
| Amagi (PL-121)    | 31. ledna 1980     | vyřazen 5. února 2008, původní název jako Genkai                                    |
| Itošima (PL-122)  | 29. února 1980     | vyřazen 21. října 2015, původní název jako Gotó a Iwami                             |
| Košiki (PL-123)   | 25. ledna 1980     | vyřazen 5. února 2010                                                               |
| Hateruma (PL-124) | 12. března 1980    | vyřazen 27. února 2008                                                              |
| Katori (PL-125)   | 17. října 1980     | vyřazen 21. října 2016                                                              |
| Ošika (PL-126)    | 21. října 1980     | vyřazen 20. ledna 2016, původní název jako Kunigami a Macušima                      |
| Etomo (PL-127)    | 17. března 1982    | vyřazen 26. září 2016                                                               |
| Esan (PL-128)     | 12. března 1982    | vyřazen 26. září 2016, původní název jako Mašú, Amagi a Jonaguni                    |

## Konstrukce

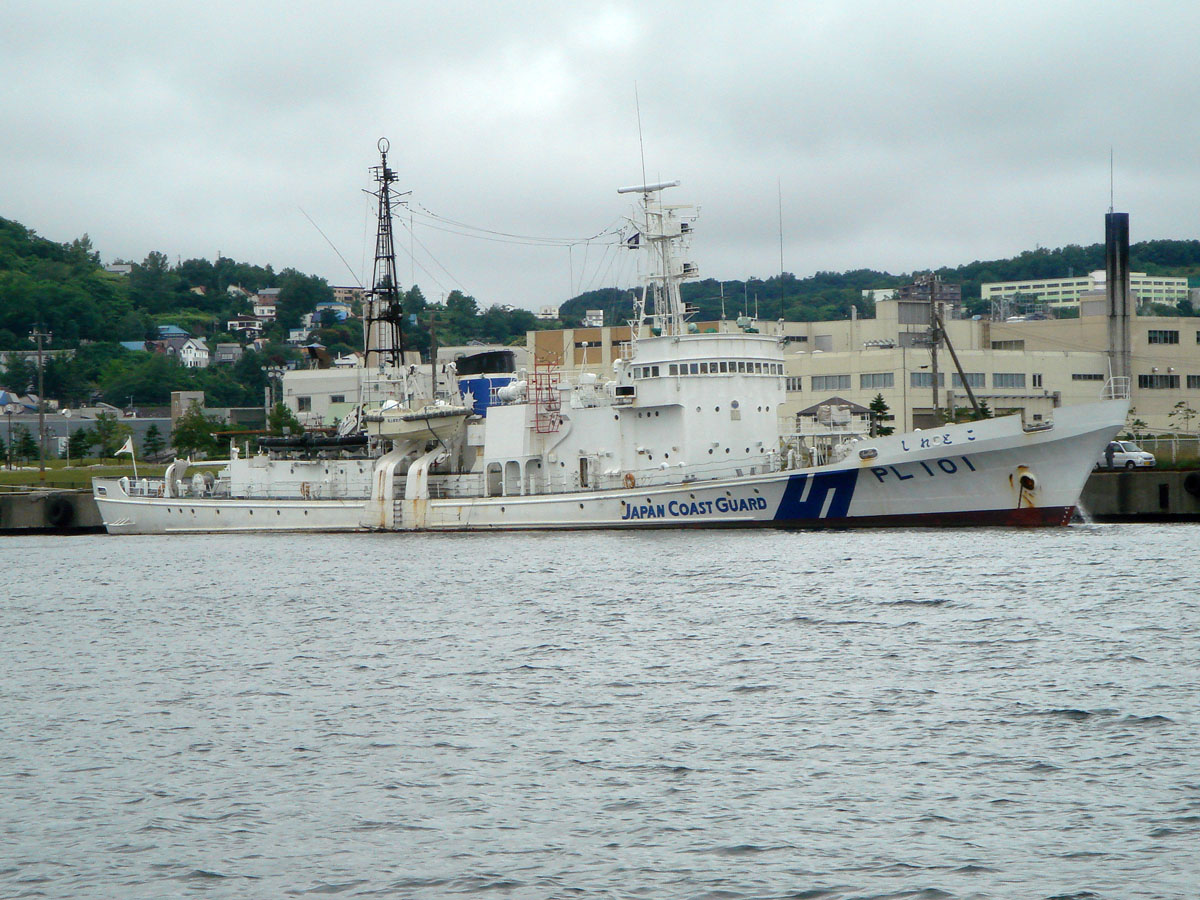
Širetoko (PL-101)

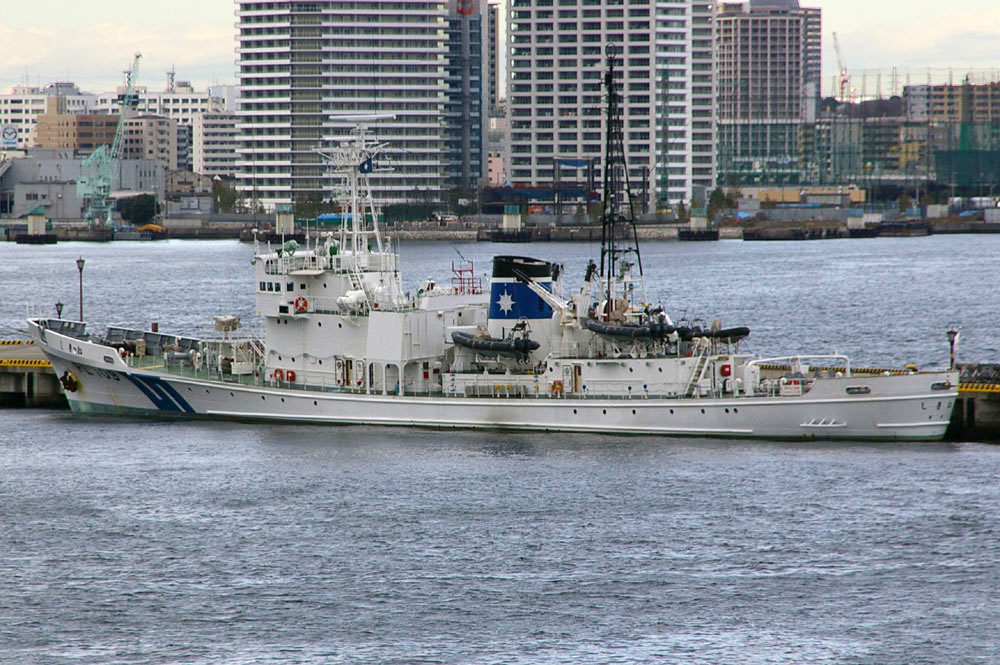
Šikine (PL-109)

Prvních deset plavidel neslo jeden 40mm kanón Bofors na přídi, přičemž výzbroj následujících plavidel byla změněna na jeden 35mm kanón Oerlikon KDC. Prvních deset plavidel bylo později přezbrojeno a jejich původní 40mm kanón nahradil jeden rotační 20mm kanón JM61-M Sea Vulcan ovládaný člověkem. Původně byla plavidla vybavena pouze záchranářským člunem ze sklolaminátu, které po roce 2000 doplnily rychlé čluny RHIB. Pohonný systém tvořily dva diesely Niigata 8MA40X či Fuji 8S40B, každý o výkonu 3500 hp, pohánějící dva lodní šrouby. Nejvyšší rychlost dosahovala 20 uzlů. Dosah je 4400 námořních mil při rychlosti 17 uzlů.